# Kambang Timur
Kambang Timur is een bestuurslaag in het regentschap Zuid-Pesisir van de provincie West-Sumatra, Indonesië. Kambang Timur telt 8252 inwoners (volkstelling 2010).